# حارة التوحيد (صنعاء)
حارة التوحيد هي إحدى حارات حي معين بمديرية معين إحد مديريات العاصمة اليمنية صنعاء، بلغ تعداد سكانها 651 نسمة حسب تعداد اليمن لعام 2004.